# Peso wélter
El peso wélter, peso medio mediano o peso semimedio es una categoría competitiva del boxeo y otros deportes de combate que agrupa a competidores de peso intermedio. En el boxeo profesional la categoría abarca a los púgiles que pesan más de 63,503 kg (140 lb) y menos de 66,678 kg (147 lb). En el boxeo aficionado (varones) la categoría abarca a los boxeadores que pesan más de 63,5 kg (140 lb) y menos de 67 kg (147,7 lb).
Tanto en el boxeo profesional como amateur la categoría inmediata anterior es el peso superligero, y la inmediata superior el peso superwélter.
El peso wélter es una de las ocho categorías tradicionales del boxeo: mosca, gallo, pluma, ligero, wélter, mediano, mediopesado y pesado.
El término también es utilizado para designar una categoría del kick boxing, del taekwondo y de las artes marciales mixtas. En la mayoría de los deportes el peso wélter es más pesado que el peso ligero y más liviano que el peso mediano.

## Mujeres y cadetes
En el boxeo profesional no existen diferencias entre varones y mujeres, en lo relativo a los límites entre las categorías, con la aclaración que entre las mujeres no existe la categoría de peso superpesado y por lo tanto la categoría máxima es peso pesado.
En el boxeo aficionado sí existen diferencias en los límites de las categorías, entre los varones mayores (séniores y júniores), con respecto a las mujeres y los cadetes (menores de edad). En el caso del boxeo femenino de la categoría wélter es la siguiente:
- Límite inferior: 60 kg.
- Límite superior: 64 kg.

## Campeones amateurs

### Campeones olímpicos
- Juegos Olímpicos de 1904:  Albert Young (USA)
- Juegos Olímpicos de 1920:  Bert Schneider (CAN)
- Juegos Olímpicos de 1924:  Jean Delarge (BEL)
- Juegos Olímpicos de 1928:  Ted Morgan (NZL)
- Juegos Olímpicos de 1932:  Edward Flynn (USA)
- Juegos Olímpicos de 1936:  Sten Suvio (FIN)
- Juegos Olímpicos de 1948:  Július Torma (TCH)
- Juegos Olímpicos de 1952:  Zygmunt Chychła (POL)
- Juegos Olímpicos de 1956:  Nicolae Linca (ROU)
- Juegos Olímpicos de 1960:  Giovanni Benvenuti (ITA)
- Juegos Olímpicos de 1964:  Marian Kasprzyk (POL)
- Juegos Olímpicos de 1968:  Manfred Wolke (GDR)
- Juegos Olímpicos de 1972:  Emilio Correa (CUB)
- Juegos Olímpicos de 1976:  Jochen Bachfeld (GDR)
- Juegos Olímpicos de 1980:  Andrés Aldama (CUB)
- Juegos Olímpicos de 1984:  Mark Breland (USA)
- Juegos Olímpicos de 1988:  Robert Wangila (KEN)
- Juegos Olímpicos de 1992:  Michael Carruth (IRL)
- Juegos Olímpicos de 1996:  Oleg Saítov (RUS)
- Juegos Olímpicos de 2000:  Oleg Saítov (RUS)
- Juegos Olímpicos de 2004:  Bajtiyar Artayev (KAZ)
- Juegos Olímpicos de 2008:  Bajyt Sarsekbayev (KAZ)
- Juegos Olímpicos de 2012:  Serik Sapíyev (KAZ)
- Juegos Olímpicos de 2016:  Daniyar Yeleusinov (KAZ)

## Campeones profesionales
Los recientes campeones mundiales de la categoría son:
| Campeones mundiales recientes de peso wélter | Campeones mundiales recientes de peso wélter | Campeones mundiales recientes de peso wélter | Campeones mundiales recientes de peso wélter | Campeones mundiales recientes de peso wélter | Campeones mundiales recientes de peso wélter |
| Asociación                                   | Desde                                        | Campeón                                      | País                                         | Récord                                       | Defensas                                     |
| -------------------------------------------- | -------------------------------------------- | -------------------------------------------- | -------------------------------------------- | -------------------------------------------- | -------------------------------------------- |
| WBA                                          | 29 de julio de 2023                          | Terence Crawford                             | Estados Unidos                               | 40-0 (31 KO)                                 | 0                                            |
| WBC                                          | 29 de julio de 2023                          | Terence Crawford                             | Estados Unidos                               | 40-0 (31 KO)                                 | 0                                            |
| IBF                                          | 29 de julio de 2023                          | Terence Crawford                             | Estados Unidos                               | 40-0 (31 KO)                                 | 0                                            |
| WBO                                          | 9 de junio de 2018                           | Terence Crawford                             | Estados Unidos                               | 40-0 (31 KO)                                 | 5                                            |

- Actualizado el 30/07/2023

## Kickboxing
En kick boxing, las divisiones por peso son diferentes en las diversas asociaciones que regulan el deporte. En el caso particular del peso wélter:
- La International Kickboxing Federation (IKF) lo establece entre 64,59 y 66,8 kg (142.1-147 lb).
- La World Kickboxing Association (WKA) lo establece entre 63,5 y 66,8 kg (140-147 lb).
- La International Sport Karate Association (ISKA) lo establece entre 64,6 y 66,8 kg (142,1-147 lb).

## Muay thai
En muay thai, la categoría ha sido establecida de manera similar al boxeo. Para el World Muay Thai Council (WMC), el peso wélter se ubica entre 63,5 y 66,6 kg (140-147 lb). Por su parte, la World Muay Thai Federation (WMF), que es la organización que regula la práctica amateur, lo establece entre 63,5 y 67 kg.
La International Kickboxing Federation (IKF) establece el peso wélter para la práctica de muay thai entre 64,59 y 66,8 kg (142,1-147 lb).

## Shoot boxing
En shoot boxing, la categoría wélter se establece entre 65 y 67 kg (143,3-147,7 lb).

## Artes marciales mixtas
En artes marciales mixtas, la International Sport Combat Federation (ISCF) establece la categoría entre 70,45 y 77,27 kg.

## Taekwondo
En la práctica olímpica del taekwondo, la categoría wélter se ubica entre 72 y 78 kg (158,8-171,1 lb). En los campeonatos mundiales, la categoría se ubica entre 149.9 y 176.0 lb (68-80 kg).

## Culturismo
En culturismo, la National Physique Association de Estados Unidos ubica la categoría wélter entre 154,25 y 165,25 lb o su equivalente en Kg en un rango de 69,9 kg hasta 74,9 kg.